# Allochrusa persica
Allochrusa persica är en nejlikväxtart som först beskrevs av Pierre Edmond Boissier, och fick sitt nu gällande namn av Pierre Edmond Boissier. Allochrusa persica ingår i släktet Allochrusa och familjen nejlikväxter. Inga underarter finns listade i Catalogue of Life.